# Astromil
Astromil is een plaats (freguesia) in de Portugese gemeente Paredes en telt 784 inwoners (2001).